# Ksulsigije
Ksulsigije so bile trojica galsko-rimskih boginj, ki so jih častili v svetišču z zdravilnim izvirom v Augusti Treverorum (današnji Trier). Boginje so morda poosebljale lokalne nimfe pomladi. Po drugi strani je njihovo ime povezano s Sulevijami, ki so označene kot hišne boginje. V njihovem templju, manjšem svetišču v bližini monumentalnega templja Lenusa Marsa, so odkrili tudi glinaste kipce pritlikavih keltskih demonov s kapucami (genii cucullati). Ime Ksulsigije je izpričano samo v enem napisu, povezanem z Lenusom Marsom: 
LENO MARTI

ET XVLSIGIIS

L VIRIVS DISE

TO V S L M
Napis se v prevodu glasi: "Lenusu Marsu in Ksulsigijam je Lucij Virij Diseto svobodno in zasluženo izpolnil svojo zaobljubo".